# Posadina
Posadina es una localidad española que forma parte del municipio de Cubillos del Sil, en la provincia de León, comunidad autónoma de Castilla y León.

## Geografía

### Ubicación
| Noroeste: Cubillinos          | Norte: Cubillinos     | Noreste: Cubillinos       |
| Oeste: Cabañas de la Dornilla |                       | Este: Congosto            |
| Suroeste Cubillos del Sil     | Sur: Cubillos del Sil | Sureste: Cubillos del Sil |

## Demografía
Evolución de la población
| Gráfica de evolución demográfica de Posadina entre 2000 y 2017     |
|                                                                    |
| Población de derecho (2000-2017) según el padrón municipal del INE |